# Ptychadena tellinii
Espèce
Synonymes
- Phrynobatrachus tellinii Peracca, 1904
- Rana schubotzi Sternfeld, 1917
- Rana cornii Scortecci, 1929
- Rana huguettae Inger, 1968
- Ptychadena schubotzi (Sternfeld, 1917)

Statut de conservation UICN

 LC  : Préoccupation mineure
Ptychadena tellinii est une espèce d'amphibiens de la famille des Ptychadenidae.

## Répartition
Cette espèce est endémique du centre de l'Afrique. Elle se rencontre au Bénin, au Burkina Faso, au Cameroun, en Côte d'Ivoire, en Érythrée, en Éthiopie, au Ghana, au Mali, au Nigeria, en République centrafricaine, en République démocratique du Congo, en Sierra Leone et au Togo,.

## Description
Ptychadena tellinii mesure de 30 à 39 mm pour les mâles et de 36 à 47 mm. Son dos est uniformément rouge ou brun rouge.

## Étymologie
Cette espèce est nommée en l'honneur d'Achille Tellini (1866-1938).

## Publication originale
- Peracca, 1904 : Rettili ed Amfibii dell'Eritrea. Bollettino dei Musei di zoologia e anatomia comparata della Università di Torino, vol. 19, no 467, p. 1-6 (texte intégral).